# Bezmer, Dobrici
Bezmer (în bulgară Безмер, în română Avdula) este un sat în comuna Tervel, regiunea Dobrici, Dobrogea de Sud, Bulgaria. 
Între anii 1913-1940 a făcut parte din plasa Curtbunar a județului Durostor, România.

## Demografie
Componența etnică a satului Bezmer
     Bulgari (16,95%)
     Romi (23,92%)
     Turci (27,96%)
     Nicio identificare (31,15%)
La recensământul din 2011, populația satului Bezmer era de 1.162 locuitori. Nu există o etnie majoritară, locuitorii fiind turci (27,96%), romi (23,92%) și bulgari (16,95%). Pentru 31,15% din locuitori nu este cunoscută apartenența etnică.